# Alphonse Gravis
Alphonse Félix Gravis (Péronnes-lez-Binche, 10 december 1859 - 22 augustus 1914) was een Belgisch volksvertegenwoordiger en burgemeester.

## Levensloop
Gravis was een zoon van de herenboer Augustin Gravis (1807-1888) en die zijn tweede vrouw Françoise Decat. Alphonse was de derde van hun negen kinderen en hij bleef vrijgezel.
Hij werd gemeenteraadslid (1887) en vanaf 1888 burgemeester van Péronnes-lez-Binche. In 1904 werd hij verkozen tot katholiek volksvertegenwoordiger voor het arrondissement Zinnik. Hij vervulde dit mandaat tot in 1912.
Toen de Duitse troepen in augustus 1914 België binnenvielen, gingen ze hardhandig te werk. Gravis werd, samen met twee van zijn huisknechten, door de troepen terechtgesteld op het marktplein, beschuldigd verantwoordelijk te zijn voor de dood van een Duitse officier, neergekogeld door de terugtrekkende Engelse strijdkrachten. Ook werd zijn boerderij platgebrand.
Péronnes-lez-Binche heeft een Rue Alphonse Gravis ter zijner nagedachtenis.